# Sky Muster 1
O Sky Muster 1, também conhecido por NBN-Co 1A, é um satélite de comunicação geoestacionário australiano construído pela Space Systems/Loral (SS/L) que está localizado na posição orbital de 140 graus de longitude leste e é operado pela NBN Co. O satélite foi baseado na plataforma SSL-1300 e tem uma expectativa de vida útil de 15 anos.

## História
A Space Systems/Loral (SS/L) anunciou em fevereiro de 2012 que foi adjudicado um contrato para fornecer dois satélites de comunicações de alto rendimento chamados de NBN-Co 1A e 1B, para serem usados para fornecer serviços de banda larga de alta velocidade para zonas rurais e áreas remotas da Austrália. Os satélites são operadas pela NBN Co Limited (NBN Co), que foi criada para implementar a iniciativa política do governo australiano de proporcionar o acesso à banda larga de alta velocidade para todos os lares e empresas no país através de uma rede nacional integrada que utilizam fibra, wireless e tecnologias de satélite.
O satélite, NBN-Co 1A, tem apenas capacidade de banda Ka, o satélite de banda larga de alto rendimento que utiliza vários feixes pontuais em um design avançado que adapta capacidade para a população vastamente distribuída na Austrália. O satélite fornece serviço para alguns dos lugares mais remotos do país, bem como suas ilhas costeiras e territórios externos, incluindo Ilha Norfolk, Ilhas Cocos (Keeling), Ilha Christmas (Ilha do Natal), Ilha Macquarie e na Antártida.
O contrato também incluía instalações de controle de satélites, apoio para planejamento de capacidade e otimização do sistema, sistemas de gestão de operações de satélite e suporte de integração de sistemas end-to-end.

## Lançamento
O satélite foi lançado com sucesso ao espaço no dia 30 de setembro de 2015, às 20:30 UTC, por meio de um veículo Ariane-5ECA a partir do Centro Espacial de Kourou, na Guiana Francesa, na Guiana Francesa juntamento com o satélite ARSAT-2. Ele tinha uma massa de lançamento de 6440 kg.

## Capacidade e cobertura
O Sky Muster 1 está equipado com 80-100 feixes em banda Ka para oferecer serviço de banda larga de alta velocidade para áreas rurais e remotas da Austrália.